# Billwil

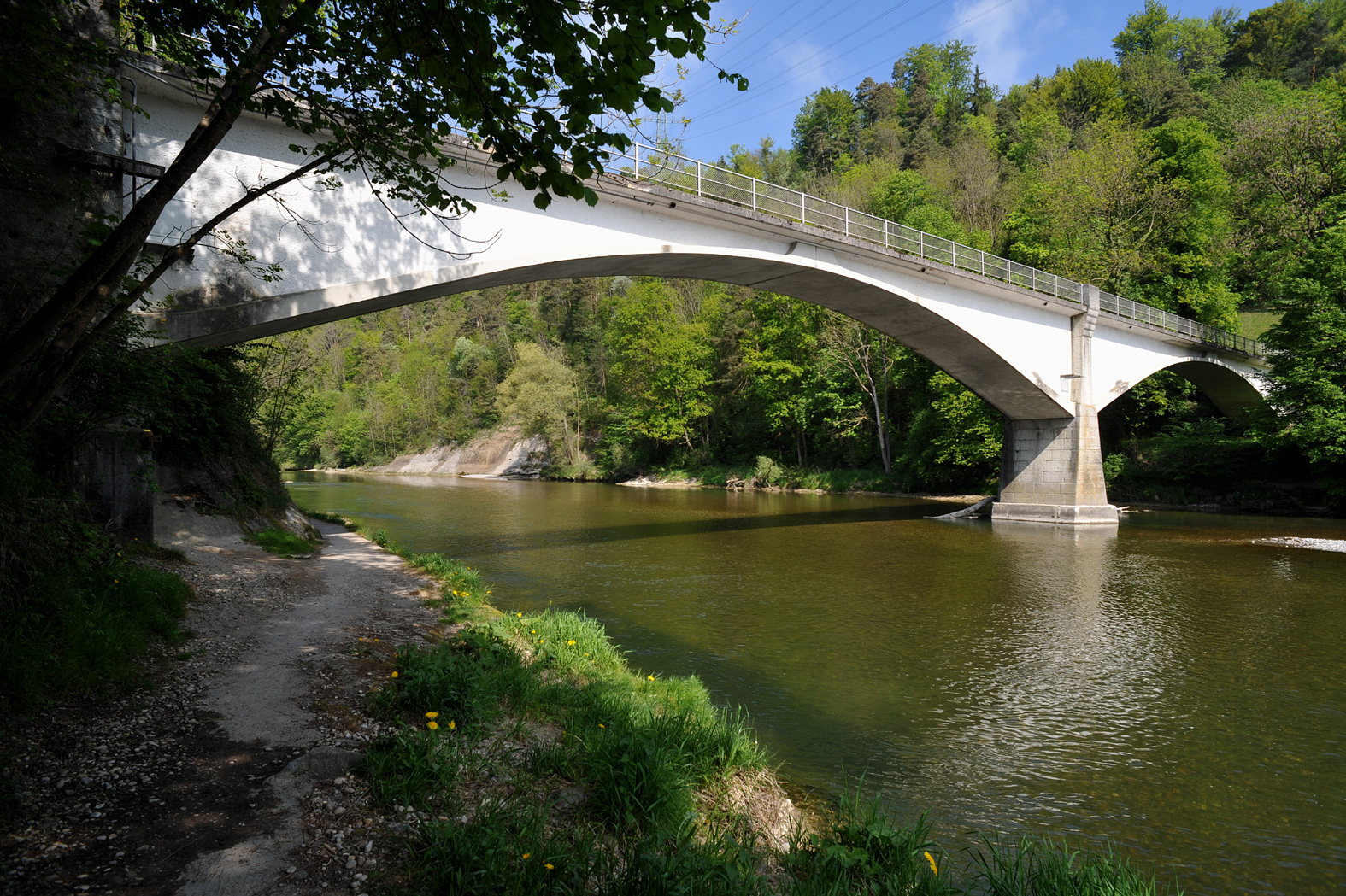
Thurbrücke Billwil von Robert Maillart, erbaut 1904.

Billwil ist eine zu Oberbüren gehörende Ortschaft entlang der Thur im Schweizer Kanton St. Gallen. Billwil setzt sich aus Vorderbillwil und Hinterbillwil (früher Vorderer Billwil bzw. Oberer Billwil und Hinterer Billwil bzw. Unterer Billwil) zusammen.
Billwil befindet sich nördlich der Thur entlang der Gemeindestrasse zwischen Oberbüren und Niederhelfenschwil. Seit 1904 verbindet die von Robert Maillart in Zusammenarbeit mit Pfleghard und Haefeli entworfene Thurbrücke Billwil mit Oberbüren, das sich auf der gegenüberliegenden Seite der Thur befindet. Billwil liegt direkt unter jener Halde, auf der etwas weiter westlich das Kloster St. Gallenberg thront. Im Osten grenzt Hinterbillwil an den Golfplatz Niederbüren. Zu Billwil gehören neun registrierte Gebäude.
Der Ort ist 818 als Pillinwilare, Gehöft des Bilo (althochdeutsch für Schwert, Diminutiv Bilîn), erstmals erwähnt worden. Der seit 1419 dokumentierte Familienname Billwiller entstammt vermutlich diesem Ort.